# Reprezentacja Estonii w piłce siatkowej kobiet

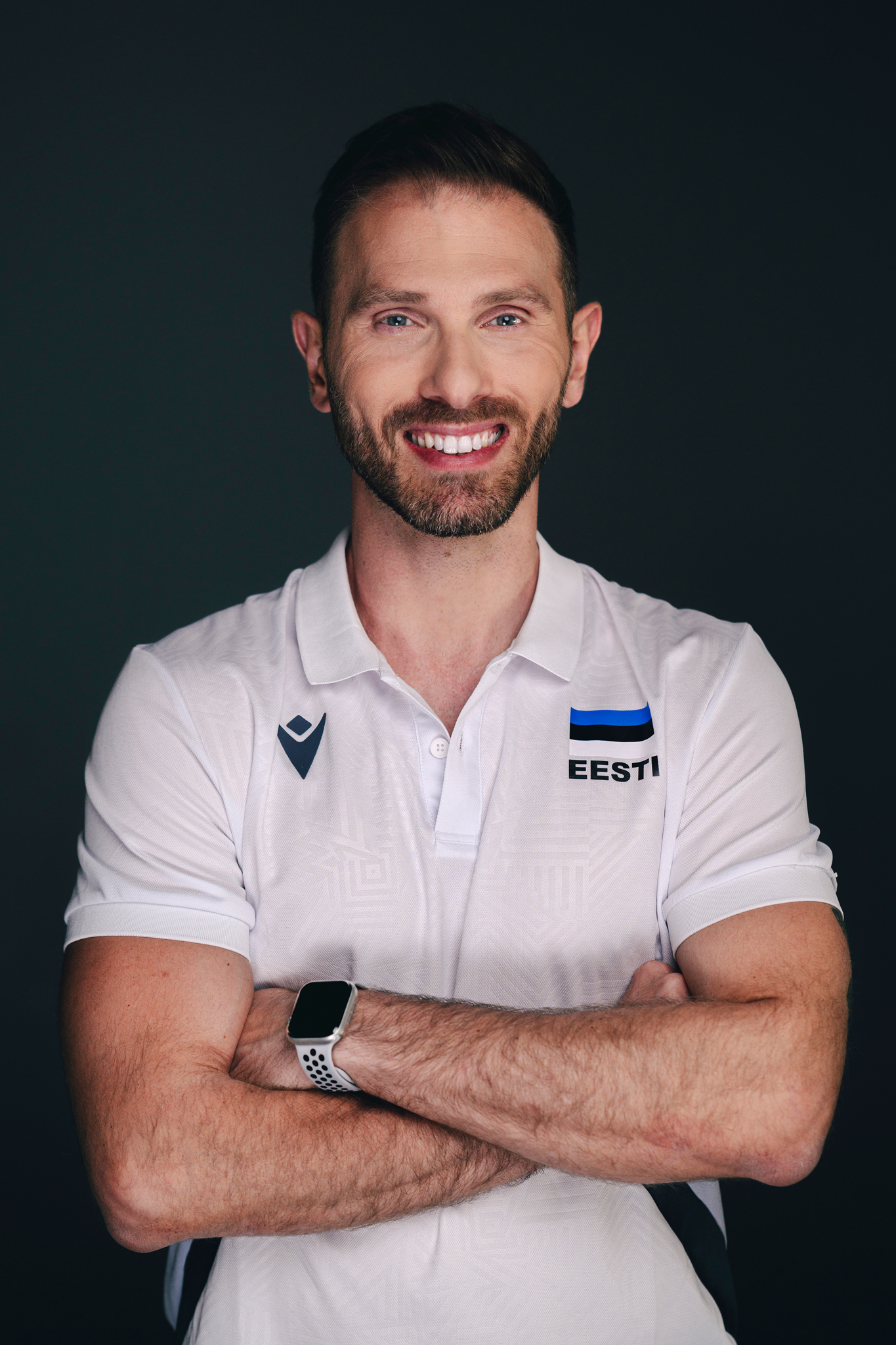
Alessandro Orefice trenerem reprezentacji Estonii od 2022 roku

Reprezentacja Estonii w piłce siatkowej kobiet – narodowa reprezentacja tego kraju, reprezentująca go na arenie międzynarodowej.

## Rozgrywki międzynarodowe
Mistrzostwa Europy:
- 2019 – 23. miejsce
- 2023 – 23. miejsce

Srebrna Liga Europejska:
- 2018 – 4. miejsce
- 2019 – 5-6. miejsce
- 2021 – 5. miejsce
- 2022 – 4. miejsce
- 2023 – 1. miejsce